# Quinta dos Ingleses

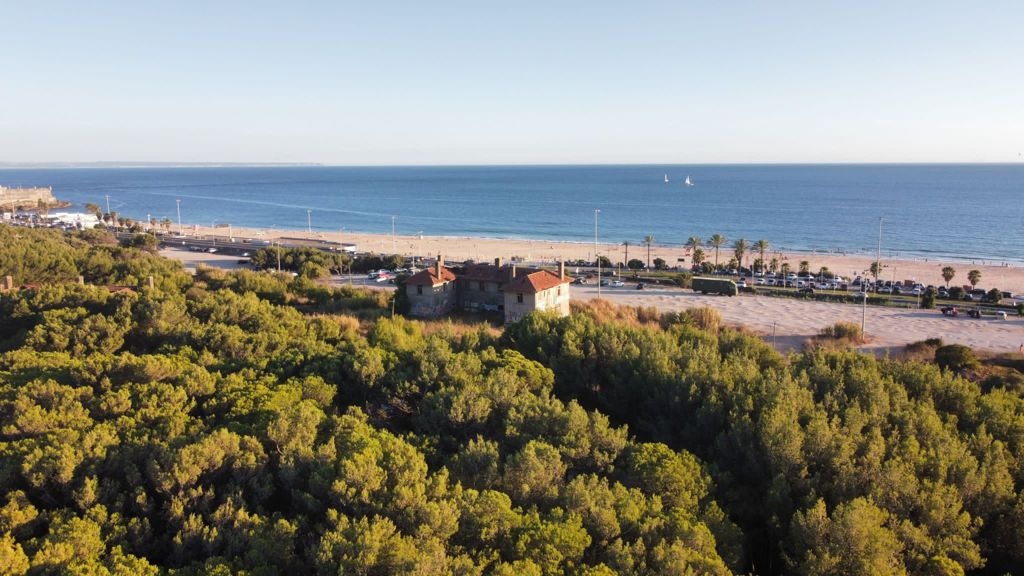
Quinta dos Ingleses, em Carcavelos, o último "pulmão verde" na orla costeira de Cascais.

A Quinta dos Ingleses (Quinta Nova de Santo António) é uma quinta pombalina bem preservada na União das Carcavelos e Parede, no município de Cascais. É onde se encontra a sede da St. Julian's School.

## História
A documentação mais antiga remete esta quinta para uma época anterior à criação do município de Cascais, antes de 1364, designando-a como Quinta da Ordem, que pertencia ao Hospital e Gafaria do Santo Espírito de Sintra. A partir do século XVI o foro da Quinta é pago à Santa Casa da Misericórdia de Sintra e depois de Cascais. Foi principalmente pelo impulso dos seus diversos arrendatários que a quinta sofreu grandes ampliações sobretudo em finais de seiscentos e na segunda metade de setecentos, dando origem a uma propriedade denominada Quinta de Santo António com cerca de 62 hectares.
Na década de 1760, uma grande parte do terreno foi adquirida para a construção da residência de veraneio de José Francisco da Cruz, morgado da Alagoa (então tesoureiro de D. José I), e a propriedade passou a ser designada por Quinta Nova de Santo António. Tal como outras propriedades na região, era utilizada para a produção de vinho (o famoso vinho de Carcavelos).

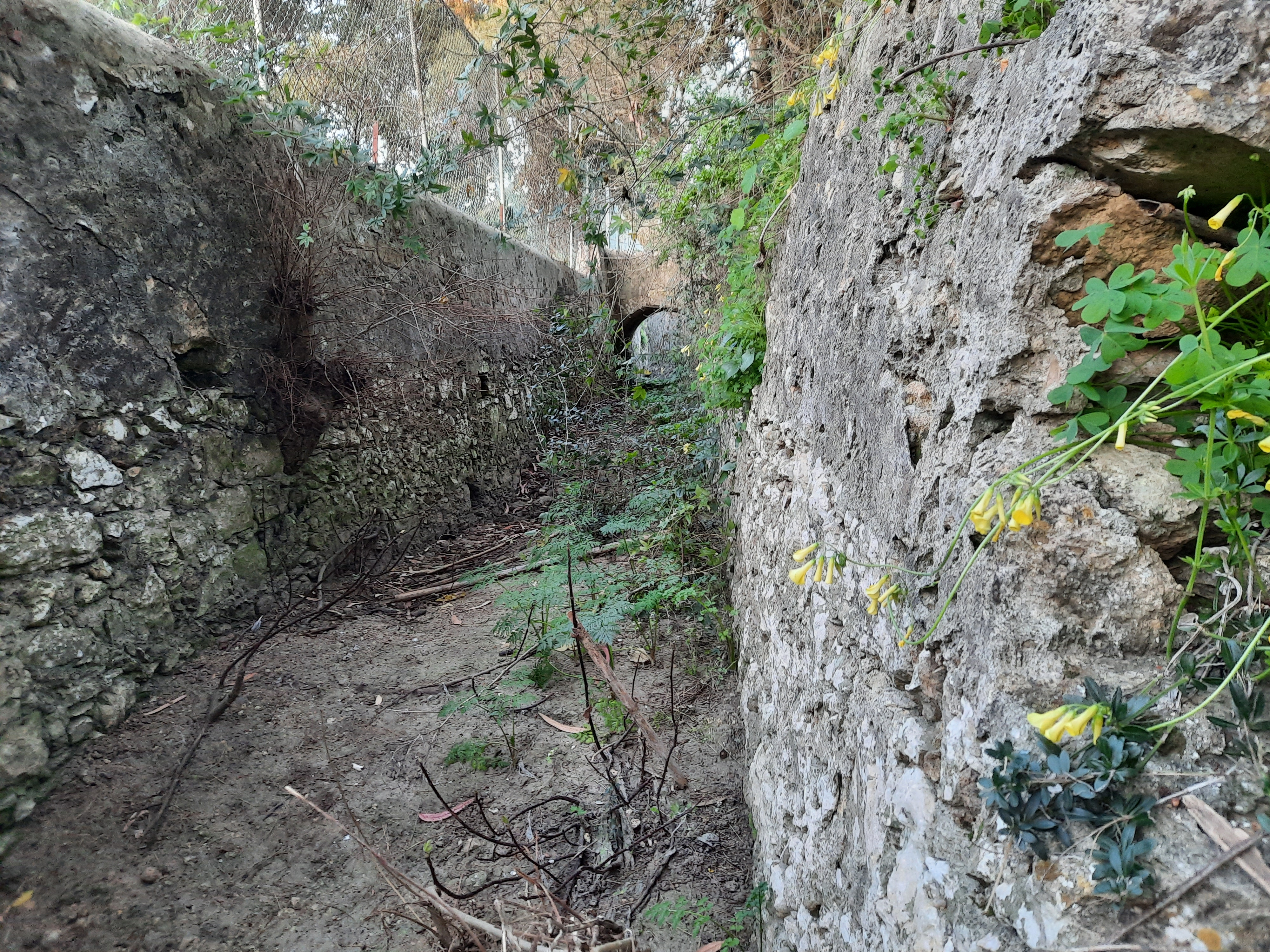
Na Quinta dos Ingleses existem duas pontes sobre a ribeira de Sassoeiros, que datam dos séculos XVIII e XIX

Entre 1808 e 1812, a Quinta Nova foi requisitada e utilizada como um dos redutos defensivos da retaguarda ocidental do forte de São Julião da Barra, secção da 3.ª linha do complexo das Linhas de Torres, imaginado por engenheiros militares portugueses e ingleses para conter os exércitos de Napoleão. O reduto da Quinta Nova ligava numa cortina de trincheiras o referido forte de São Julião ao forte do Junqueiro (hoje em demolição) e à bateria de São Gonçalo. Pouco tempo depois, por volta de 1832, durante as guerras civis entre absolutistas e liberais, a Quinta recebeu igualmente um aquartelamento militar, sendo novamente requisitada conforme instruções do Ministério da Guerra.
Devido às dificuldades financeiras dos proprietários da Quinta Nova pela quebra de produção vitivinícola, devido a uma praga de filoxera que atingiu a região e o país, em 1870, a propriedade foi vendida à firma inglesa Falmouth, Malta & Gibraltar (posteriormente designada por Eastern Telegraph Co. e, finalmente, Cable and Wireless Co.) que adaptou o palacete para servir como a sua sede local, implantando-se junto da costa um conjunto de novos edifícios e uma linha telegráfica submarina que, passando por Carcavelos, ligava Inglaterra à Índia. Após sete anos, um incêndio destruiu parcialmente a ala leste do palácio.

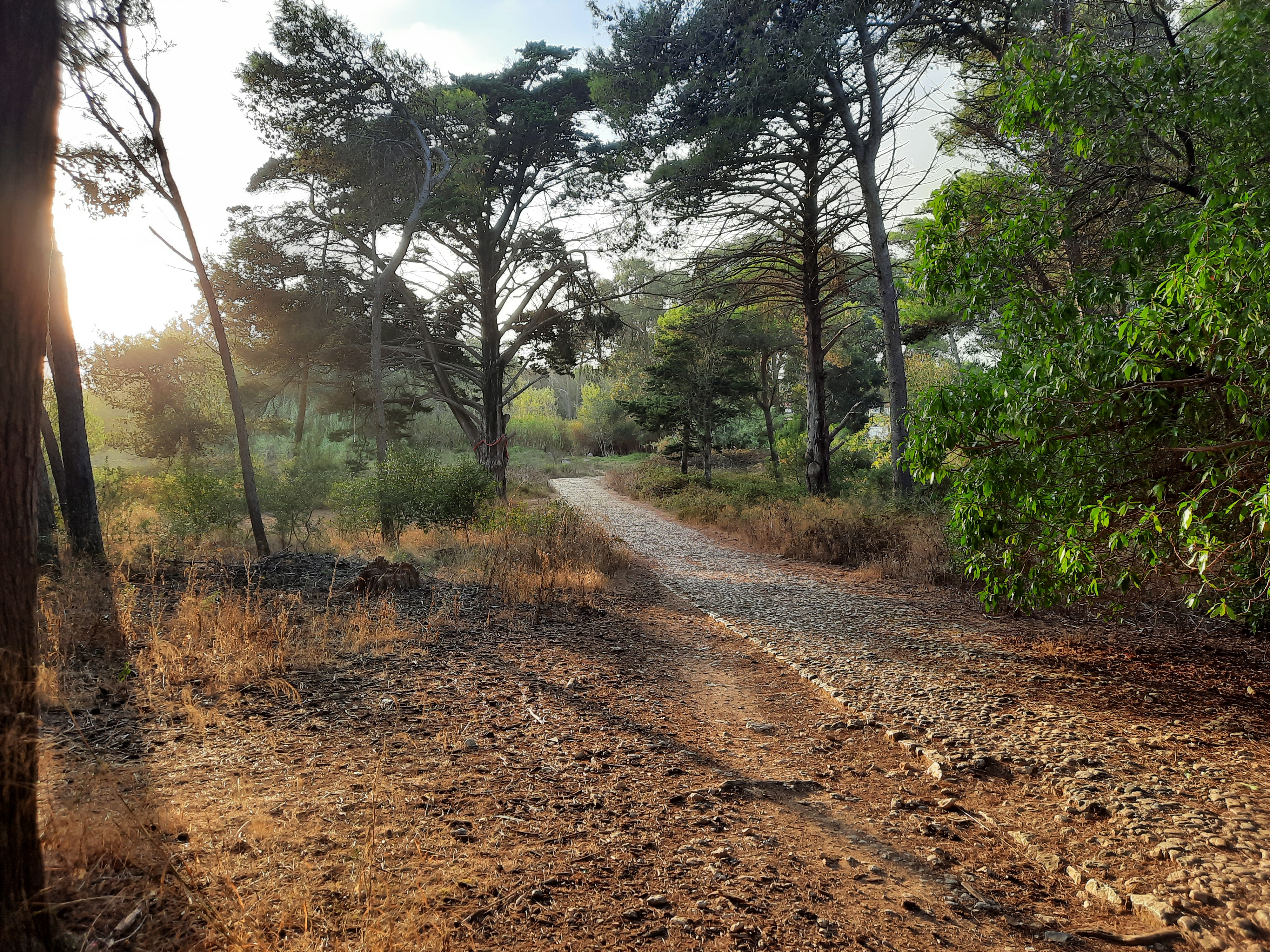
Um dos caminhos do século XIX que atravessa a Quinta dos Ingleses, que ligava a vila de Carcavelos à praia

A propriedade ganhou por esta altura o cognome de Quinta dos Ingleses devido à influência que os funcionários britânicos tiveram na região, com os seus novos costumes, inovações tecnológicas e a introdução de modalidades desportivas como o críquete, o ténis, o râguebi e, sobretudo, o futebol – a sua equipa dominou o panorama futebolístico nacional durante décadas.
Em 1888, parte do terreno foi cedida para ser utilizada na construção da linha de caminho de ferro entre Lisboa e Cascais; em 1902, outra parte foi doada pela Telegraph Co. à rainha D. Amélia, para que fosse ampliada a estrada de ligação ao sanatório.
Em 1923, construiu-se um edifício a leste do palácio, destinado a funcionar como hospital para os trabalhadores locais da estação de cabos telegráficos submarinos.
Treze anos depois, deu-se uma nova cedência de terreno para ampliar a Avenida Jorge V (em homenagem ao Jubileu de Prata do monarca britânico) e, em 1939, uma faixa ao longo da praia foi expropriada para expandir a Avenida Marginal. No mesmo ano, na sequência da redução de pessoal da Cable and Wireless Co. para nove funcionários, a St. Julian's Association criou uma escola (ligada ao Consulado Britânico) que ocupou parte do palacete. A pequena parcela de terras ao redor do palacete que pertenciam a esta associação foram posteriormente transferidas para uma imobiliária.
Em 1963, parte da Cable and Wireless foi adquirida pela St. Julian's School enquanto o restante foi adquirido pela empresa Savelos.
A 11 de fevereiro de 1998, o Ministério da Cultura publicou um despacho de homologação da classificação do edifício e da respetiva alameda como conjunto de interesse municipal.
Ocupando hoje cerca de 52 hectares, os terrenos em redor do palacete são propriedade do grupo da indústria de construção Alves Ribeiro. A intenção de construir nestes terrenos, que incluem um pinhal centenário, iniciou-se na década de 1960. A primeira oposição à destruição da Quinta dos Ingleses partiu de um ministro de Salazar, Arantes e Oliveira, que impediu que a mesma fosse concretizada. Entretanto, uma série de projetos foram sendo sucessivamente discutidos mas ficaram por concretizar, por não terem obtido as aprovações necessárias. Em 2014, foi aprovado para esta área o PPERUCS (Plano de Pormenor do Espaço de Reestruturação Urbanística de Carcavelos-Sul), e nesse mesmo ano formou-se um movimento cívico para salvaguardar este espaço: o SOS Quinta dos Ingleses. Graças a esta associação, a 19 de julho de 2021 foi aprovada a Resolução da Assembleia da República nº 208/2021, que recomenda ao Governo que promova a salvaguarda e a valorização ambiental e patrimonial da Quinta dos Ingleses, garantindo a maximização do espaço de preservação da natureza e dos elementos patrimoniais relevantes, tendo em vista a classificação da área como “Paisagem Protegida de Âmbito Local”. Porém, o Governo não tem competência para classificar a área como tal (a competência é do município) e a Câmara Municipal de Cascais diz não ter meios financeiros para pagar indemnizações aos proprietários, pretendendo prosseguir com o licenciamento. Perante isto, prevê-se que apenas o apoio das instâncias comunitárias possa impedir o licenciamento e o consequente ecocídio.